# Aneurhynchus oviventris
Aneurhynchus oviventris är en stekelart som beskrevs av Thomson 1858. Aneurhynchus oviventris ingår i släktet Aneurhynchus, och familjen hyllhornsteklar. Arten är reproducerande i Sverige.